# Aykut Özer
Aykut Özer (ur. 1 stycznia 1993 w Hanau) – turecki piłkarz, chociaż urodził się w Niemczech. Gra na pozycji bramkarza w klubie Fatih Karagümrük.

## Kariera klubowa
Özer od początku kariery gra w Eintrachcie Frankfurt. Zaczął w nim grać w 2003 roku. Po kilku latach gry w drużynie juniorskiej Eintrachtu, został dołączony do pierwszego zespołu, jednak jeszcze nie zadebiutował w Bundeslidze.

## Kariera reprezentacyjna
Obecnie Özer występuje w tureckiej reprezentacji U-20. W przeszłości grał w trzech kadrach młodzieżowych Turcji: U-17, U-18 i U-19.
Znajdował się w składzie reprezentacji Turcji na Mistrzostwa Europy U-17 w 2010 (półfinał) oraz Mistrzostwa Europy U-19 2011 (faza grupowa).
Występy w reprezentacjach (stan na 2 marca 2013):

U-17 3/0

U-18 2/0

U-19 3/0

U-20 2/0